# Owen Vincent Coffin

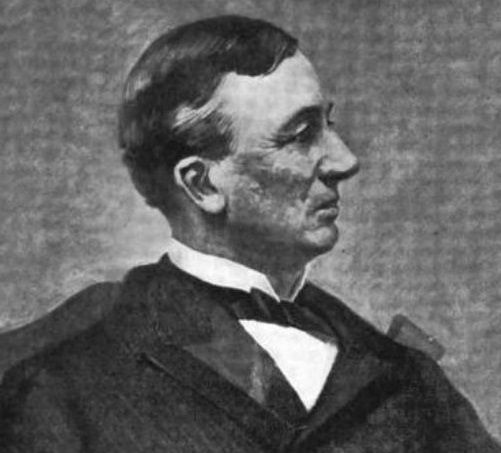
Owen Vincent Coffin.

Owen Vincent Coffin, född 20 juni 1836, död 3 januari 1921, var en amerikansk politiker och guvernör i Connecticut.

## Tidigt liv
Coffin föddes i Mansfield, New York. Han studerade vid Cortland Academy och Charlottesville Seminary. Senare blev han chef för KFUM i Brooklyn, New York. Han flyttade till Connecticut 1864. Han blev chef för Middlesex County Agricultural Society 1875.

## Politisk karriär
Coffin representerade Republikanerna och blev ledamot av Connecticuts senat 1887 och även 1889.
Han valdes till guvernör i Connecticut 1894. Han svors in på posten den 9 januari 1895 och efterträdde då demokraten Luzon B. Morris. Under hans mandatperiod stiftades en lag som förbjöd användandet av straffångar vid produktion av mat, mediciner och tobaksprodukter. Flera andra förändringar genomfördes också. En myndighet för medling och skiljedomar instiftades och en lag infördes som förbjöd barnarbete för barn under 14 års ålder.
Coffin slutade som guvernör efter en mandatperiod, den 6 januari 1897. Han efterträddes av sin partikamrat Lorrin A. Cooke, som även hade varit hans viceguvernör.

## Senare år
Sedan han lämnat posten som guvernör var Coffin fortfarande aktiv i affärer, samhället och kyrkan. Han avled den 3 januari 1921.